# سیارک ۲۷۲۳۸
سیارک ۲۷۲۳۸ (به انگلیسی: 27238 Keenanmonks، نامگذاری:1999RL173)۲۷۲۳۸مین سیارک کشف شده‌است که در ۰۹ سپتامبر ۱۹۹۹ کشف شد.